# Emléktáblák Sarkadon
Sarkad szócikkhez kapcsolódó képgaléria, mely helyi, országos vagy nemzetközi hírű személyekkel, valamint épületekkel, műtárgyakkal, helynevekkel és eseményekkel összefüggő emléktáblákat tartalmaz.

## Emléktáblák

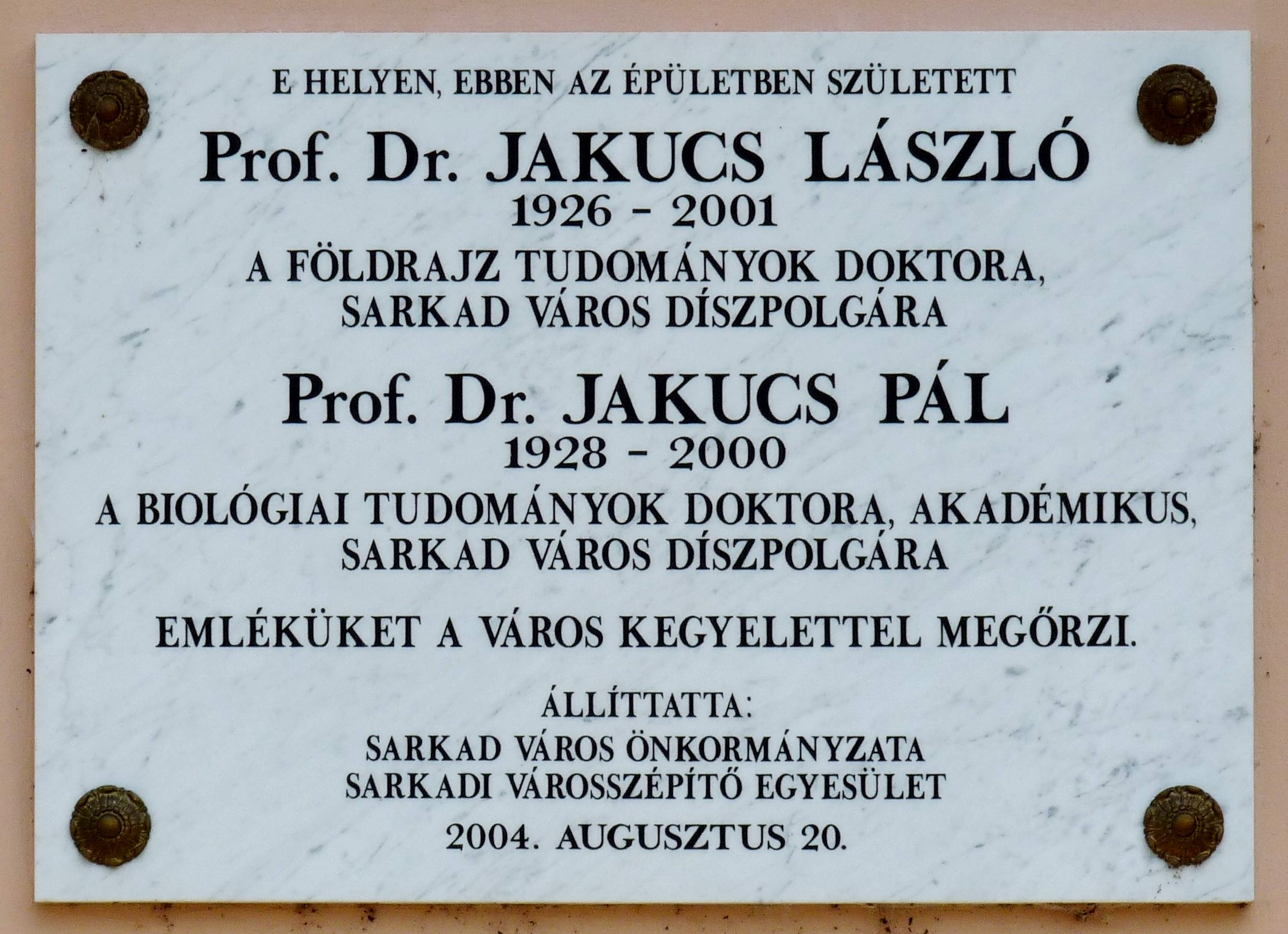
Jakucs László és Jakucs Pál, Veress Sándor utca 17
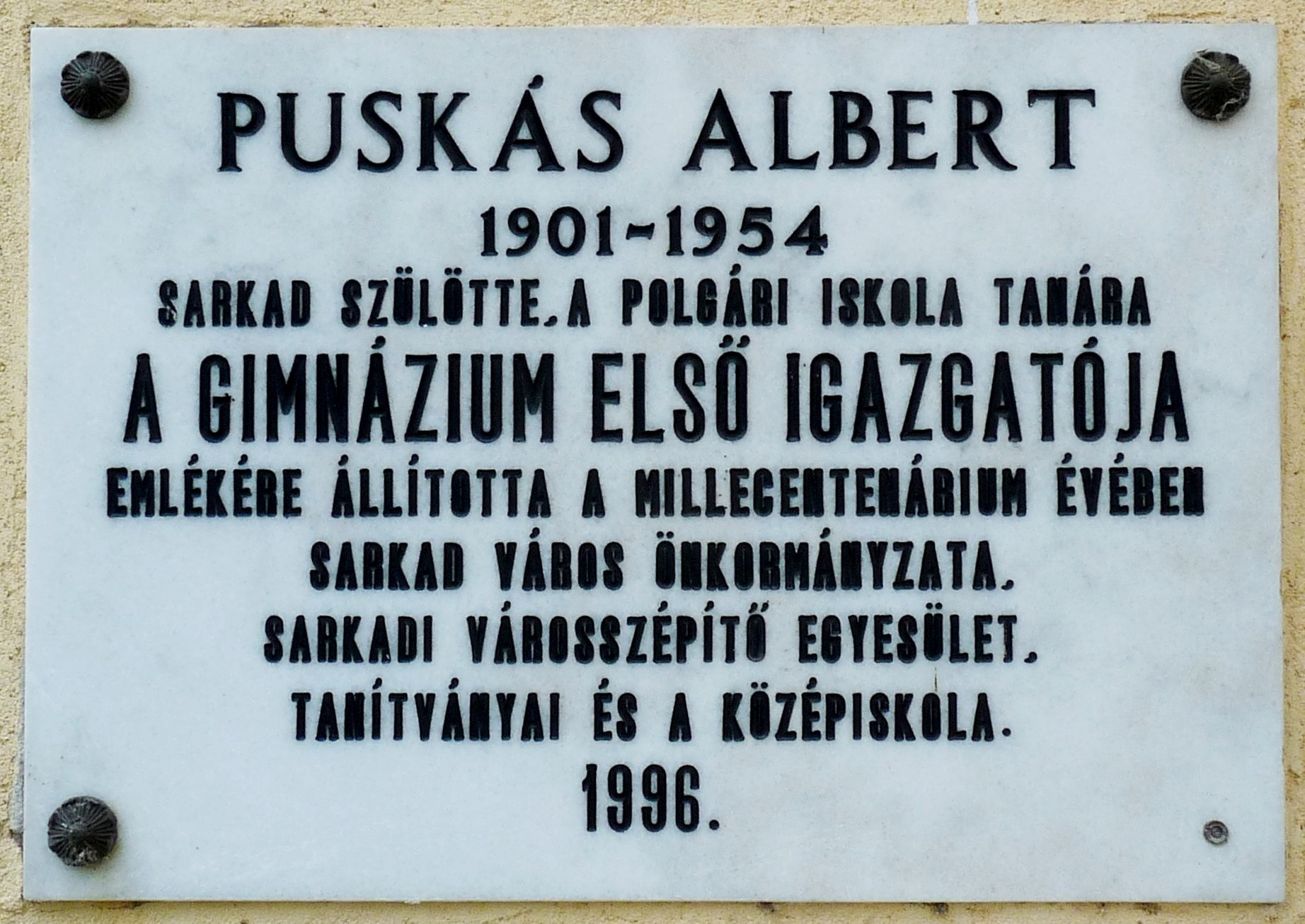
Puskás Albert, Vasút utca 2.
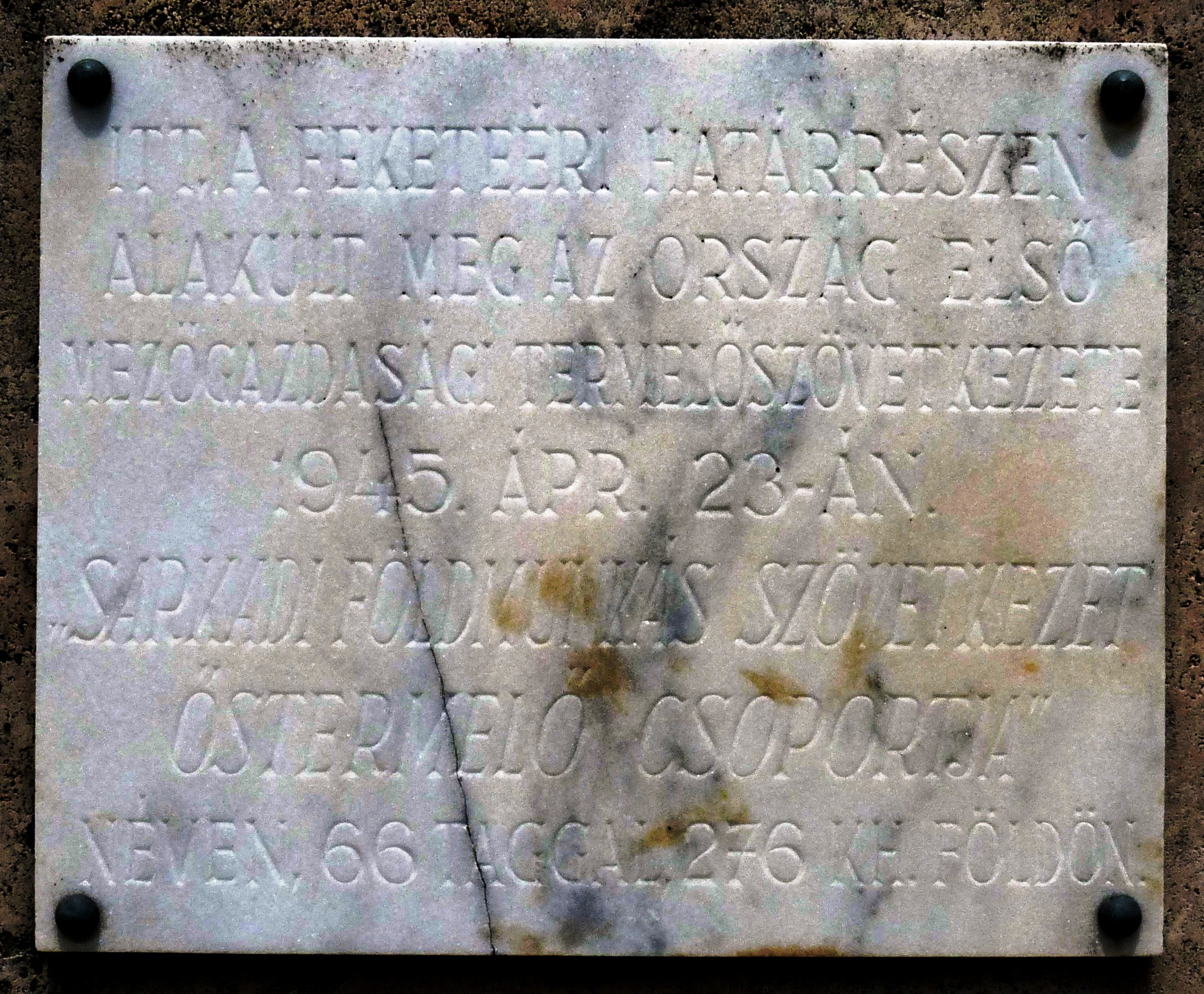
Sarkadi Földmunkás Szövetkezet Őstermelő Csoportja, Feketeéri dűlő
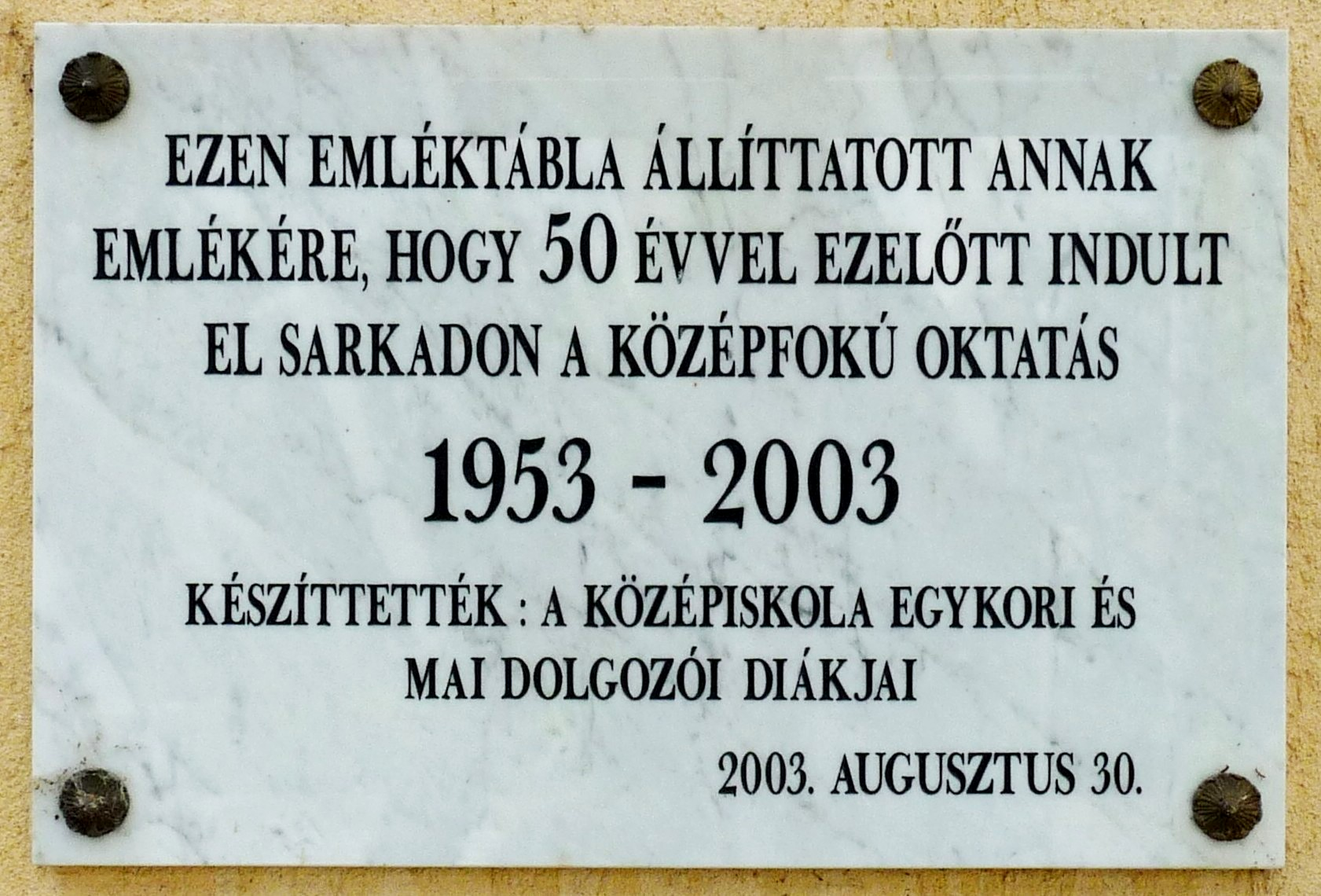
a sarkadi középfokú oktatás 50. évfordulúja , Vasút utca 2.

## Utcaindex
| Feketeéri dűlő (-) Sarkadi Földmunkás Szövetkezet Őstermelő Csoportja Vasút utca (2.) Puskás Albert, a sarkadi középfokú oktatás 50. évfordulúja Veress Sándor utca (17.) Jakucs László, Jakucs Pál |